# Ed Stanczak
Edmund Andrew Stanczak, detto Ed (Fort Wayne, 15 agosto 1921 – Hidalgo, 30 maggio 2004), è stato un cestista statunitense, professionista nella NBL, nella NBA e nella NPBL.

## Palmarès
- Campione NBL (1949)